# Озимі культури

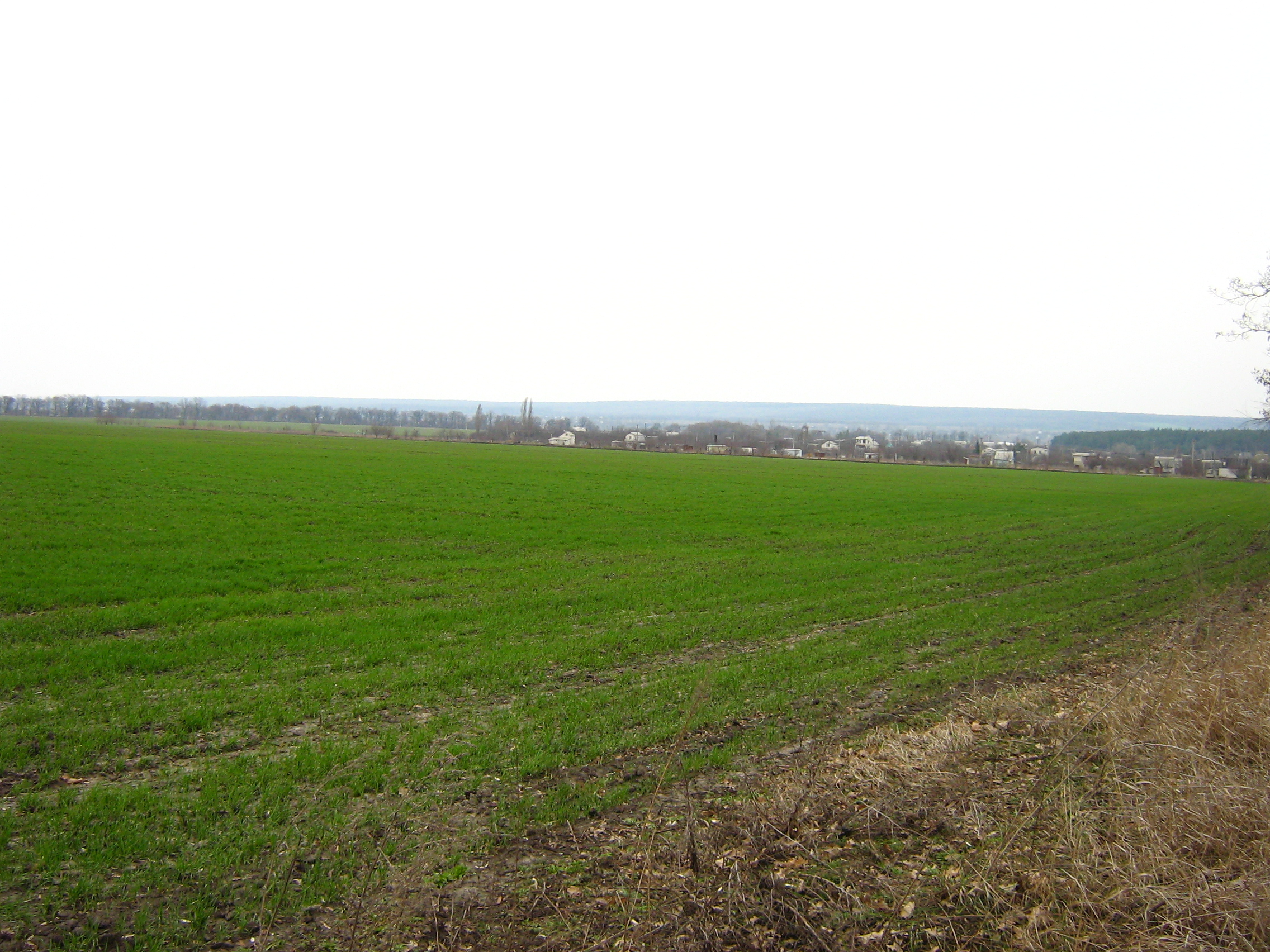
Озима пшениця ранньою весною

Ози́мі культу́ри — однорічні рослини, нормальний розвиток яких пов'язаний з умовами перезимівлі, дією низької температури (від 0 до 10 °С) протягом 30-70 діб і більше.

## Фізичні властивості
При температурі від 4 до 0 °С вода починає розширюватися і зрештою замерзає, що спричиняє розрив живих тканин у неозимих культур. У листках озимої пшениці, наприклад, міститься природний антифриз, що запобігає замерзанню води у клітинах навіть при мінусовій температурі.

## Загальна характеристика
Озимі культури висівають восени і одержують врожай зерна наступного року. За весняного посіву озимі культури формують кореневу систему і надземні вегетативні органи — листки, пагони кущення, але не плодоносять. Посіяні навесні яровізованим насінням (підданим впливу зниженої температури), озимі культури дають урожай в рік посіву. Озимі культури мають 2 періоди активної вегетації: осінній (45-50 діб) і весняно-літній (75-100 діб). Між цими періодами рослини перебувають у стані спокою (див. Період спокою у рослин). Восени в результаті складних біохімічних і фізіологічних процесів рослини загартовуються (див. Загартовування рослин), тобто набувають стійкість до низьких температур та інших несприятливих умов зимівлі (див. Зимівля рослин, Зимостійкість рослин). Існують так звані дворучки (деякі сорти пшениці, вівса, ячменю тощо), що являють собою проміжну форму між озимими і ярими рослинами. Вони нормально розвиваються і дають урожай зерна як за осіннього, так і весняного посіву.

## Озимі культури
Група озимих культур включає хліби — озимі пшеницю, жито, ячмінь, тритикале; олійні рослини родини хрестоцвітних — озимі ріпак, суріпиця, рижій, бобові — озиму вику. У світовому землеробстві найпоширеніша озима пшениця — основна хлібна рослина Європи і США. Озиме жито вирощують у європейських країнах, США, Туреччині, Канаді, Аргентині; озимий ячмінь — у південних районах Європи та Азії; озимий ріпак — в Індії, Японії, Німеччині, Франції, Швеції, Північній Африці, США та ін; озиму суріпицю — в основному в Німеччині; рижій — в Західній Європі і Північній Америці; озиму вику — в Європі, Малій Азії, США, Японії тощо.

## Райони вирощування

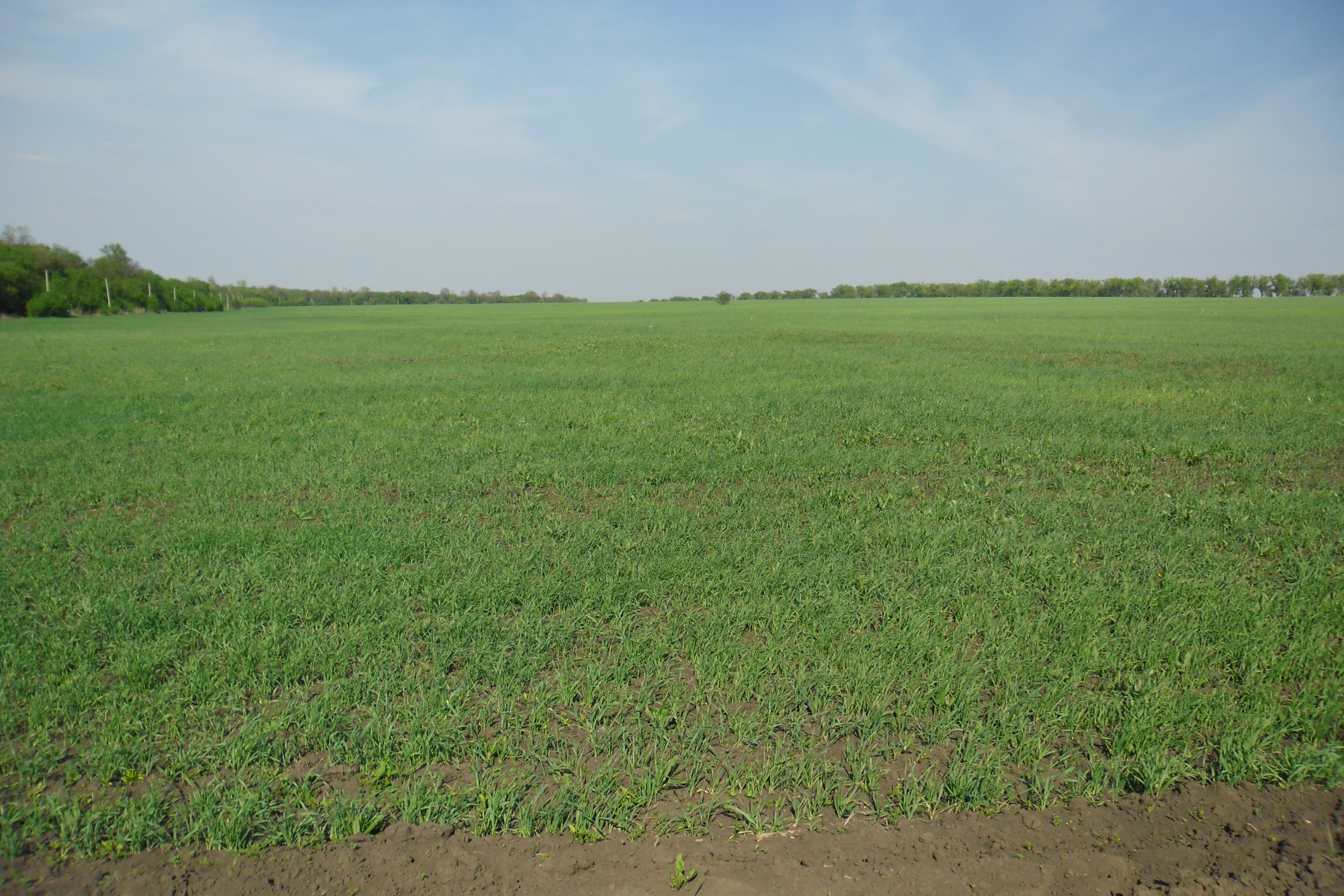
Поле озимини. Запоріжчина. Україна.

Вирощування озимих культур є спеціалізацією районів з відносно м'якими зимами і стійким сніговим покривом. Озиму пшеницю культивують на всій території колишнього СРСР (від півдня Архангельської області до Туркменістану); основні райони — Україна, Північний Кавказ, Молдова. Площа посіву її (у млн га): 8,3 в 1913, 14,3 в 1940, 12,1 в 1960, 15,5 в 1970, 20,7 в 1971, 15,0 в 1972. Озиме жито висівали майже повсюдно, але понад 70 % площ — в Україні. Посіви його займали (у млн га): 29,1 в 1913, 23,1 в 1940, 16,2 в 1960, 10 в 1970, 9,5 в 1971, 8,1 у 1972. Озимий ячмінь вирощують на півдні Росії, в Середній Азії, Молдові; озимі олійні — в Україні; озиму вику — в Україні, в Білорусі, Середній Азії.
В основних районах вирощування озимі культури урожайніші, ніж ярі, тому що краще використовують весняні запаси вологи в ґрунті. Наприклад, середня врожайність озимої пшениці в СРСР (у 1966—1970) 19,6 ц з 1 га, а ярої — 11,1 ц з 1 га. За посіву в кормових сівозмінах озиме жито дає найранніший зелений корм. Важливе агротехнічне та організаційно-господарське значення озимих культур: вони є добрим попередником для ярих рослин і зменшують напруженість весняних і збиральних польових робіт.